# Italia K2
Italia K2 è un documentario italiano di Marcello Baldi, distribuito nel 1955.
Il film documenta la spedizione italiana al K2 del 1954, condotta da Ardito Desio, che vide la conquista della vetta da parte di Achille Compagnoni e Lino Lacedelli. Il regista Marcello Baldi curò le riprese delle sequenze girate in Italia, mentre le riprese in Pakistan furono curate da Mario Fantin.
Il film è idealmente diviso in tre parti: la preparazione della spedizione in Italia, la marcia di avvicinamento al campo base, la scalata alla vetta. Rispetto alle opere analoghe realizzate dalle altre spedizioni dell'epoca, Italia K2 presenta la novità di mostrare anche delle riprese effettuate proprio dalla vetta; tali riprese furono effettuate dagli stessi Compagnoni e Lacedelli.
Secondo il Morandini, il film mostra immagini di una commovente sobrietà, che contrastano invece con l'enfasi del commento, che seguiva il tono generale dei cinegiornali INCOM tipico degli anni cinquanta. Lo stesso autore inoltre fa rilevare come il film non approfondisca gli eventi che portarono alla morte di Mario Puchoz, e non faccia alcun cenno alle vicende occorse a Walter Bonatti il giorno precedente la conquista della vetta.
Teo Usuelli ha curato la rielaborazione di due canti valdostani per il sottofondo musicale: si tratta di Montagnes Valdôtaines e Belle rose du printemps. I due canti sono stati eseguiti all'interno del documentario dal Coro della SAT e vengono cantati tuttora dallo stesso coro.
Il film fu proiettato in anteprima il 25 marzo 1955 alla presenza del presidente Luigi Einaudi ed ebbe un buon successo di pubblico, incassando 360 milioni di lire.
Nel 2022 la Cineteca di Bologna lo ha redistribuito in edizione restaurata.La nuova edizione comprende solo le sequenze realizzate da Fantin; la musica originale è stata conservata, mentre sono stati eliminati sia la parte relativa ai preparativi in Italia sia il retorico commento d'epoca, sostituito da didascalie basate sugli appunti di Fantin.